# جیکوب الوردی
جیکوب الوردی (انگلیسی: Jacob Elordi؛ زادهٔ ۲۶ ژوئن ۱۹۹۷) بازیگر استرالیایی است. او به‌واسطهٔ نقش‌های دانش‌آموز دبیرستانی در سه‌گانهٔ سینمایی غرفه بوسه (۲۰۱۸–۲۰۲۱) و مجموعهٔ سرخوشی (۲۰۱۹–اکنون) شناخته شد. او در سال ۲۰۲۳ الویس پرسلی را در فیلم زندگی‌نامه‌ای پریسیلا به تصویر کشید و در درام روان‌شناختی سالتبرن به ایفای نقش پرداخت. او برای فیلم دوم نامزد جایزه بفتای بهترین بازیگر نقش مکمل مرد شد.

## اوایل زندگی
الوردی در ۲۶ ژوئن ۱۹۹۷ در بریزبن، کوئینزلند، استرالیا به دنیا آمد. والدینش جان و ملیسا الوردی هستند. او تبار باسک دارد. او سه خواهر بزرگتر دارد. وی دوره متوسطه تحصیل را در کالج سنت کوین، ملبورن و بعداً در کالج نوجی در بریزبن به اتمام رساند. وی از زمان جوانی به بازیگری علاقه نشان داد و در بسیاری از نمایش‌های مدارس شرکت کرد.

## حرفه
اولین تجربه الوردی در مجموعه فیلمهای هالیوود در فیلم دزدان دریایی کارائیب: مردگان حکایت نمی‌کنند. اولین نقش بازیگری او در فیلم استرالیا چرخش سافاری در سال ۲۰۱۸ بود که نقش خروس را بازی کرد. الوردی با بازی در نقش Noah Flynn در فیلم کمدی رمانتیک Netflix به نام غرفه بوسه که در ماه مه سال ۲۰۱۸ به نمایش درآمد، به شهرت رسید. وی در دنباله بازی غرفه بوسه ۲، که در اواسط سال ۲۰۱۹ در کیپ تاون فیلمبرداری شده بود، نقش را تکرار کرد و در ژوئیه سال ۲۰۲۰ اکران شد. وی فیلمبرداری در فیلم سوم با نام غرفه بوسه ۳ را برای سال ۲۰۲۱ به پایان رسانده است.
در سال ۲۰۱۹، الوردی در مجموعه فیلم ترسناک  Mortuary بازی کرد و بازی Nate Jacobs را در مجموعه تلویزیونی HBO سرخوشی شروع کرد.

## فیلم‌شناسی

### فیلم
| سال  | عنوان                 | نقش                | توضیحات                  |
| ---- | --------------------- | ------------------ | ------------------------ |
| ۲۰۱۸ | غرفه بوسه             | نوآ فلین           |                          |
| ۲۰۱۸ | سافاری در حال چرخش    | روستر              |                          |
| ۲۰۱۹ | مجموعهٔ مرده‌ها         | جیک                |                          |
| ۲۰۲۰ | غرفه بوسه ۲           | نوآ فلین           |                          |
| ۲۰۲۰ | ۲ قلب                 | کریس               |                          |
| ۲۰۲۰ | بسیار عالی آقای داندی | چیس هوگن           |                          |
| ۲۰۲۱ | غرفه بوسه ۳           | نوآ فلین           |                          |
| ۲۰۲۲ | آب عمیق               | چارلی دی لیزل      |                          |
| ۲۰۲۳ | شرق شیرین             | ایان               |                          |
| ۲۰۲۳ | او راه خودش را رفت    | بابی فالز          |                          |
| ۲۰۲۳ | سالتبرن               | فیلکس کاتن         |                          |
| ۲۰۲۳ | پریسیلا               | الویس پرسلی        |                          |
| ۲۰۲۴ | اوه، کانادا           | لئونارد فایف جوان  |                          |
| ۲۰۲۴ | سوار بر اسب‌های چابک   | جولیوس             | همچنین مدیر اجرایی تولید |
| ۲۰۲۵ | فرانکشتاین            | هیولای فرانکنشتاین |                          |
| ۲۰۲۶ | بلندی‌های بادگیر       | هیت‌کلیف            |                          |

### تلویزیون
| سال          | عنوان  | نقش         | یادداشت  |
| ------------ | ------ | ----------- | -------- |
| ۲۰۱۹         | خم     | لوکاس جکسون |          |
| ۲۰۱۹ - اکنون | سرخوشی | Nate Jacobs | نقش اصلی |